# 边村圣母无原罪堂
边村圣母无原罪堂位于天津市西青区精武镇李七庄街边村，是天主教天津教区的一座教堂。

## 历史
边村堂区始于1900年，创办人是来自法国的刘司铎。原堂建于1918年，占地1.88亩，建成中式平房18间，设堂传教。最早由静海县管铺头教堂的神父定期到这里主持宗教活动，1947年圣统制建立后，改由天津教区向这里派驻神父。原堂在文革期间被占用且遭到严重破坏，2002年另择新址重建，同年10月份全部竣工。教堂主体占地面积240平方米，长24米，宽10米，钟楼高21米。建堂耗资总计30万，当地信徒捐献10万，教区资助20万。
目前的本堂为林秀强神父。
边村堂由于靠近西青区的天津高教区，信众中来自天津师范大学、天津理工大学的年轻学生人数有增加的趋势。